# سلطان مسعودی
سلطان مسعودی از جمله قبیله‌های برجسته و پرشمار قوم هزاره به شمار می‌رفت که امروزه به کُلی از میان رفته و هیچ نشانی از آن باقی نمانده است.

## تاریخ
به‌گفتهٔ بابر، بنیان‌گذار امپراتوری گورکانی در قرن شانزدهم، در کتاب خاطراتش بابرنامه، هزاره‌های سلطان مسعودی همراه با هزاره‌های روستا، لاچین و قرلق از بزرگ‌ترین طوایف هزاره بوده‌اند. این طایفه ابتدا توسط بابر قلع و قمع شد و سپس در دوران سلطنت عبدالرحمان در قرن نوزدهم تا حد زیادی از بین رفت، به‌گونه‌ای که امروزه هیچ اثری از آن‌ها باقی نمانده است.